# 梅普爾頓鎮區 (明尼蘇達州布盧厄斯縣)
梅普爾頓鎮區（英語：Mapleton Township）是位於美國明尼蘇達州布盧厄斯縣的一個行政鎮區。

## 地方資料
梅普爾頓鎮區的面積為89.10平方千米，當中陸地面積為88.40平方千米，而水域面積為0.70平方千米。根據2020年美國人口普查的數據，當地共有人口285人，而人口密度為每平方千米3.2人。